# Detritivora gallardi
Detritivora gallardi is een vlindersoort uit de familie van de prachtvlinders (Riodinidae), onderfamilie Riodininae.
Detritivora gallardi werd in 2001 beschreven door Hall, J & Harvey.